# Natació sincronitzada als Jocs Olímpics d'Estiu de 2012
Als Jocs Olímpics d'Estiu de 2012, realitzats a la ciutat de Londres (Anglaterra, Regne Unit), es disputaren dues proves de natació sincronitzada, les mateixes que en l'edició anterior, totes elles en categoria femenina.
La competició se celebrà entre els dies 5 i 10 d'agost a les instal·lacions del London Aquatics Centre.

## Comitès participants
| CON             | Equips | Duet | Nedadores |
| --------------- | ------ | ---- | --------- |
| Argentina       |        | X    | 2         |
| Austràlia       | X      | X    | 9         |
| Àustria         |        | X    | 2         |
| Brasil          |        | X    | 2         |
| Canadà          | X      | X    | 9         |
| Corea del Nord  |        | X    | 2         |
| Corea del Sud   |        | X    | 2         |
| França          |        | X    | 2         |
| Grècia          |        | X    | 2         |
| Egipte          | X      | X    | 9         |
| Espanya         | X      | X    | 9         |
| Estats Units    |        | X    | 2         |
| Hongria         |        | X    | 2         |
| Israel          |        | X    | 2         |
| Itàlia          |        | X    | 2         |
| Japó            | X      | X    | 9         |
| Kazakhstan      |        | X    | 2         |
| Mèxic           |        | X    | 2         |
| Regne Unit      | X      | X    | 9         |
| Txèquia         |        | X    | 2         |
| Rússia          | X      | X    | 9         |
| Suïssa          |        | X    | 2         |
| Ucraïna         |        | X    | 2         |
| R.P. de la Xina | X      | X    | 9         |
| Total: 24 CON   | 8      | 24   |           |

## Calendari
| RT | Rutina tècnica | RL | Rutina lliure | F | Final |

| Provat↓/Data → | 5 agost | 6 agost | 7 agost | 8 agost | 9 agost | 10 agost |
| -------------- | ------- | ------- | ------- | ------- | ------- | -------- |
| Duet           | RT      | RL      | F       |         |         |          |
| Equips         |         |         |         |         | RT      | RL       |

## Resum de medalles
| Prova          | Or | Plata | Bronze |
| Duet detalls   | RússiaNatalia Ishchenko · Svetlana Romàixina | EspanyaOna Carbonell · Andrea Fuentes                                                                                            | R.P. de la XinaHuang Xuechen · Liu Ou |
| Equips detalls | RússiaAnastassia Davídova · Maria Gromova · Natalia Ischenko · Elvira Khasyanova · Daria Korobova · Aleksandra Patskevich · Svetlana Romàixina · Alla Shishkina · Anzhelika Timanina | R.P. de la XinaChang Si · Chen Xiaojun · Huang Xuechen · Jiang Tingting · Jiang Wenwen · Liu Ou · Luo Xi · Sun Wenyan · Wu Yiwen | EspanyaClara Basiana · Alba Cabello · Ona Carbonell · Margalida Crespí · Andrea Fuentes · Thaïs Henríquez · Paula Klamburg · Irene Montrucchio · Laia Pons |

## Medaller
| Posició | País            | Or | Plata | Bronze | Total |
| 1       | Rússia          | 2  | 0     | 0      | 2     |
| 2       | Espanya         | 0  | 1     | 1      | 2     |
| 2       | R.P. de la Xina | 0  | 1     | 1      | 2     |
| Total   | Total           | 2  | 2     | 2      | 6     |